# Phân bộ Kỳ giông
Salamandroidea là một phân bộ trong bộ Có đuôi (Caudata), hay kỳ giông bậc cao. Các loài trong phân bộ này được tìm thấy trên khắp thế giới trừ Nam Cực, miền nam Sahara, và châu Đại Dương. Điểm khác biệt của chúng với phân bộ Cryptobranchoidea là các xương góc và tiền khớp ở hàm dưới của chúng hợp lại và tất cả các loài là thụ tinh trong. Con cái được thụ tinh bằng bó sinh tinh, là một bó chứa tinh trùng được con đực đặt vào lỗ huyệt của con cái. Tinh trùng được chứa trong túi nhận tinh ở đỉnh lỗ huyệt cho đến khi nó cần sử dụng vào thời điểm đẻ trứng.
Hóa thạch từng được biết đến của phân bộ Kỳ giông là các mẫu vật của loài Beiyanerpeton jianpingensis được thu thập trong hệ tầng Thiều Kết Sơn, các mẫu này được định tuổi vào kỷ Jura muộn cách nay khoảng 157 triệu năm (sai số 3 triệu năm).

## Hình ảnh

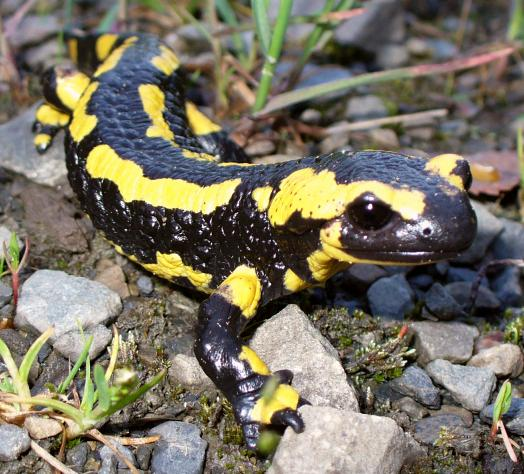
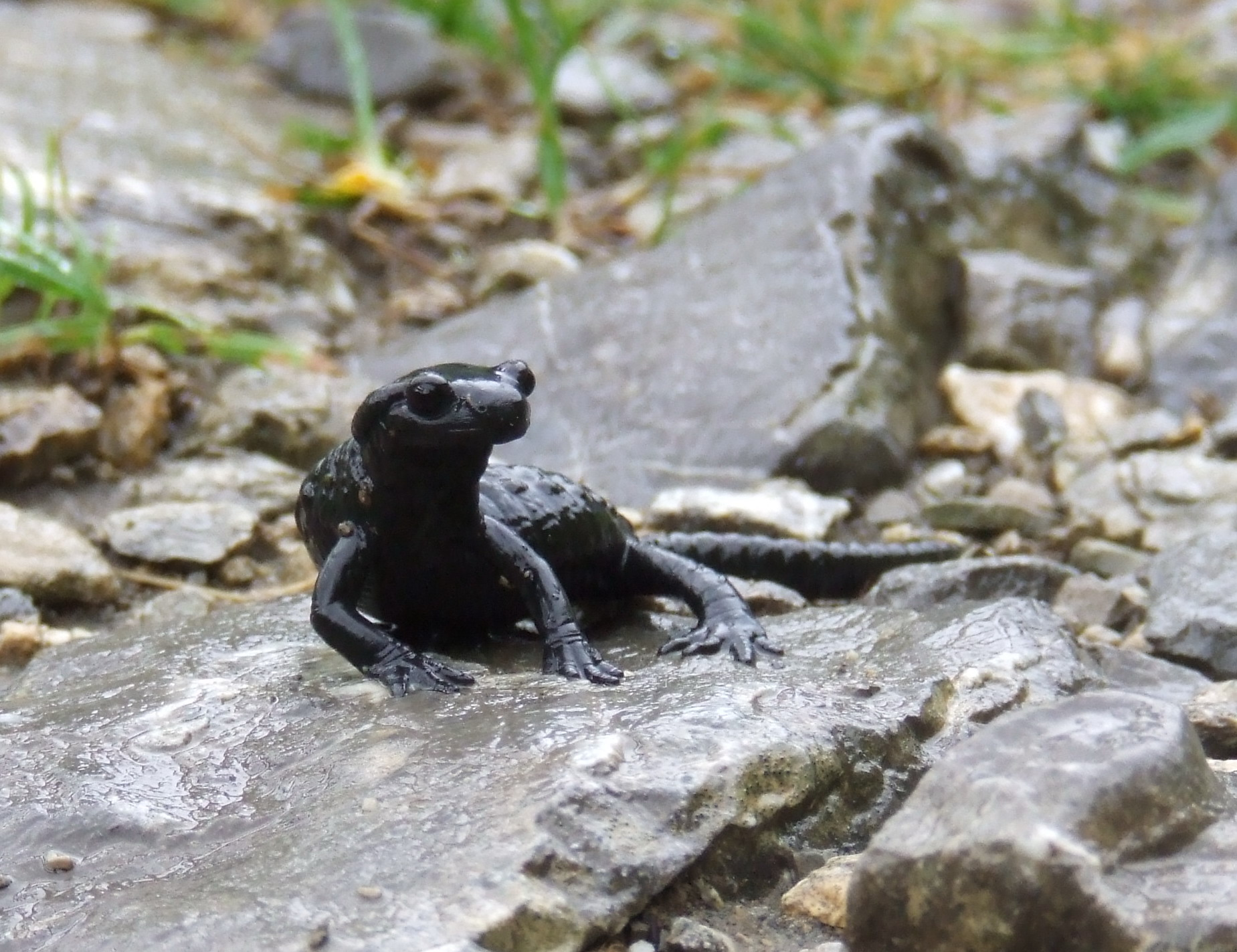
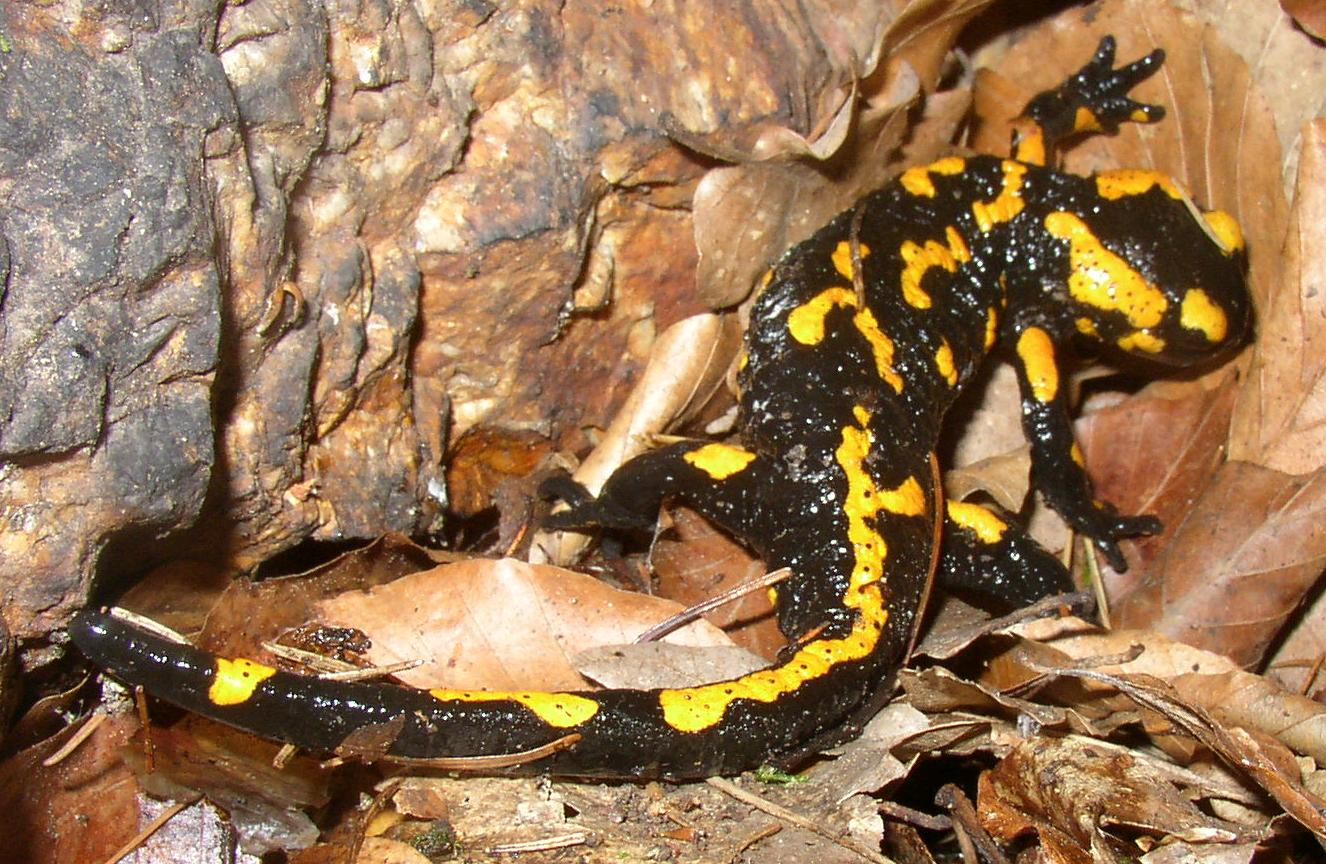
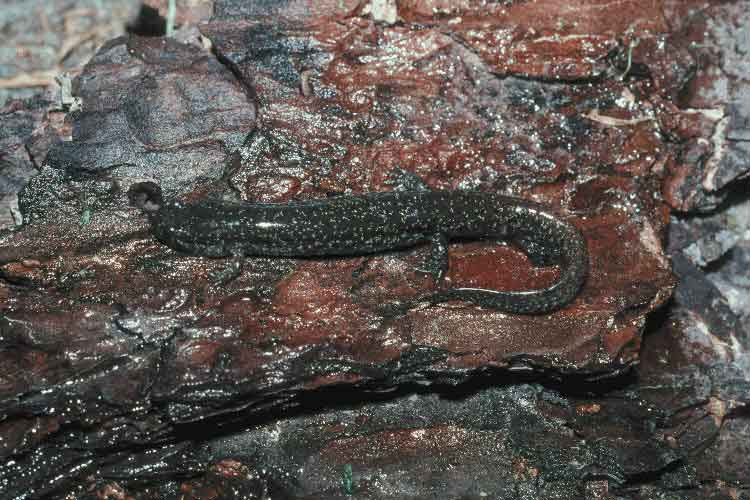